# Wampool
Wampool – przysiółek w Anglii, w Kumbrii. Leży 16,2 km od miasta Carlisle i 428 km od Londynu. W latach 1870–1872 osada liczyła 99 mieszkańców.